# Nuklearny makaron
Nuklearny makaron (ang. nuclear pasta) – stan skupienia niezwykle zagęszczonej materii powstający w czasie wybuchu supernowej typu II i znajdującej się wewnątrz białych karłów. Skondensowana materia znajdująca się w tak ekstremalnych warunkach, gęstość materii wynosi około 1014 gramów na centymetr sześcienny, może tworzyć struktury obrazowo porównywane do makaronu – zarówno płaskie arkusze lasagne, jak i bardziej wymyślne spiralne fusili i inne „makaronowe” kształty. Istnienie tego typu materii było postulowane już wcześniej, a po raz pierwszy zostało wykryte pośrednio, poprzez obserwację pulsarów w 2013.
W supernowych typu II nuklearny makaron stanowi około 10–20 procent masy jądra gwiazdy. Obecność makaronu znacząco wpływa na propagację neutrin z jądra gwiazdy; nuklearny makaron stawia dla neutrin opór do kilkuset razy większy od normalnej materii.
Nuklearny makaron tłumaczy obserwacje pulsarów, wśród których nie odkryto jeszcze żadnych obiektów z okresem obrotu większym niż dwanaście sekund. Teoretycznie okres obrotu pulsarów nie powinien być ograniczony i powinny istnieć pulsary o dłuższych okresach. Według przeprowadzonych symulacji komputerowych, w zależności od składu skorupy gwiazdy, pulsary już sto tysięcy lat po ich powstaniu powinny zwolnić do okresu obrotu wynoszącego od dziesięciu-dwudziestu sekund, aż do stu sekund. Nieistnienie powolnych pulsarów tłumaczone jest obecnością makaronu nuklearnego w ich wnętrzach. Ułożenie jąder atomowych w „makaronowe” kształty zwiększa oporność elektryczną materii gwiazd i utrudnia przemieszczanie się w ich wnętrzach elektronów, co z kolei powoduje wolniejsze rozpraszanie pola magnetycznego pulsarów. Według obecnych modeli pulsary spowalniają swój ruch obrotowy poprzez emisję fal elektromagnetycznych. Zakładając hamujące działania nuklearnego makaronu na propagację elektronów, nie mogą one generować wystarczająco silnych fal elektromagnetycznych, aby zwolnić ich prędkość obrotową poniżej danej granicy.  